# Atlantic-Southeast-Airlines-Flug 529
Atlantic-Southeast-Airlines-Flug 529 war ein Linienflug der Atlantic Southeast Airlines vom Flughafen Atlanta in Georgia zum Flughafen Gulfport-Biloxi in Mississippi, auf dem eine Embraer EMB 120 am 21. August 1995 um 12:52 Uhr (PST) nahe der Ortschaft Carrollton verunglückte. Wahrscheinliche Ursache ist mechanisches Versagen eines Propellerblattes.

## Unfall

### Flugzeug
Das Flugzeug von Typ Embraer EMB 120 wurde am 3. März 1989 an Atlantic Southeast Airlines ausgeliefert und hatte vor dem Unfall 18.171 Starts und Landungen (cycles) absolviert.
An Bord befanden sich 26 Passagiere im Alter zwischen 18 und 69 Jahren.

### Unfallhergang
Flug 529 verließ die Rampe am Flughafen Atlanta um 12:10 Uhr Eastern Daylight Time und hob um 12:23 Uhr ab. Um 12:43:25 Uhr, während des Steigflugs auf 18.100 ft (ca. 5.520 m), vernahmen die Passagiere einen dumpfen Schlag, der nach der Beschreibung des Kopiloten Matt Warmerdam wie der Hieb eines Baseballschlägers gegen eine Mülltonne aus Aluminium klang. Eines der Propellerblätter des linken Triebwerks war abgebrochen. Durch die daraus resultierende Unwucht hatte sich die gesamte linke Triebwerksgondel verzogen und dabei das Tragflächenprofil verformt. Obwohl die EMB 120 für den Betrieb mit nur einem Triebwerk konstruiert wurde, erzeugte die verformte linke Tragfläche einen wesentlich höheren Luftwiderstand, gleichzeitig reduzierte sich der aerodynamische Auftrieb, was einen rapiden Höhenverlust zur Folge hatte.
Kapitän Ed Gannaway und sein Kopilot Matt Warmerdam versuchten zunächst, für eine Notlandung nach Atlanta zurückzukehren. Der rapide Höhenverlust zwang sie jedoch, den Kurs in Richtung des Flugplatzes West Georgia Regional zu ändern. Nachdem offenbar wurde, dass auch dieser Flugplatz nicht erreicht werden konnte, suchten die Piloten nach einem freien Gelände, um eine Bauchlandung zu versuchen. Um 12:52:45 Uhr berührte das Flugzeug einige Baumwipfel und stürzte in der Nähe der Ortschaft Carrollton im Carroll County auf einen Acker. Die letzten Worte auf dem Stimmenrekorder waren von Kopilot Matt Warmerdam und lauteten: „Amy, I love you.“

### Opfer
Alle Passagiere an Bord des Fluges 529 überlebten den eigentlichen Aufprall. Todesursache bei den Opfern war ein durch den Aufprall verursachtes Feuer, das zirka eine Minute nach dem Absturz ausbrach. Eines der Todesopfer war Flugkapitän Gannaway, der durch den Aufprall das Bewusstsein verloren hatte, und sich nicht aus den Flammen retten konnte. Kurze Zeit später entleerte sich die Sauerstoffflasche hinter dem Sitz des Kopiloten, was erheblich zur Intensität des Feuers beitrug. 
Keiner der Insassen überlebte den Absturz ohne Verletzungen. Mehrere Opfer erlitten schwere Verbrennungen, sieben starben innerhalb von 30 Tagen nach dem Absturz, was die Gesamtzahl der offiziellen Todesopfer auf acht erhöhte. Eine neunte Person starb vier Monate nach dem Unfall an den erlittenen Verbrennungen. Sie wird jedoch aufgrund der offiziellen Zählweise, wonach ein Opfer binnen 30 Tagen nach dem Absturz versterben muss, nicht im Unfallbericht genannt. Einige Überlebende litten später unter Schuldgefühlen. Sie glaubten, sie hätten anderen Passagieren helfen sollen. Eine Überlebende starb acht Wochen nach dem Absturz an einem Herzinfarkt. Sie wurde im Rahmen einer Gedenkveranstaltung an die Todesopfer des Absturzes erwähnt, die einige Jahre später in der Turnhalle einer Grundschule stattfand.

### Ursachenermittlung
Als wahrscheinliche Unfallursache wurde durch die Untersuchungsbehörde NTSB der Bruch eines Propellerblatts aufgrund von Materialermüdung festgestellt, der durch Chlorkorrosion ausgelöst wurde. Es hatte bereits zuvor zwei vergleichbare Ermüdungsversager bei dem gleichen Propellertyp gegeben. In diesen Fällen konnten die betroffenen Flugzeuge jedoch sicher landen. Daraufhin wurde von Hersteller Hamilton Standard eine Rückrufaktion durchgeführt und alle Propeller wurden überprüft, die Überprüfung und erforderlichen Reparaturen wurden jedoch unvollständig durchgeführt.
Das NTSB kritisierte Hamilton Standard, die für die Wartung der Propeller verantwortlich war, für ihre unangemessene und wirkungslose Inspektion und Reparaturtechnik, die Schulung, die Dokumentation und ihre Kommunikation („inadequate and ineffective corporate inspection and repair techniques, training, documentation and communication“). Weiterhin kritisierte das NTSB Hamilton und die Bundesluftfahrtbehörde Federal Aviation Administration (FAA) dafür, keine regelmäßigen Ultraschallprüfungen der betroffenen Propeller im montierten Zustand verlangt zu haben („failure to require recurrent on-wing ultrasonic inspections for the affected propellers“). Der bedeckte Himmel und die niedrige Wolkenuntergrenze über der Absturzstelle trugen ebenfalls zur Schwere der Unfallfolgen bei.
Viele Passagiere schreiben ihr Überleben der Flugbegleiterin Robin Fech zu. Der Unfalluntersuchungsbericht der NTSB lobte die vorbildliche Weise, in der die Flugbegleiterin die Passagiere instruierte und wie sie mit dem Notfall umging („the exemplary manner in which the flight attendant briefed the passengers and handled the emergency“).

### Die Folgezeit
Matt Warmerdam begann im Jahr 2002 wieder für Atlantic Southeast Airlines zu fliegen, nachdem er etwa 50 rekonstruktive Operationen und langwierige Therapien überstanden hatte. Die American Society of Plastic Surgeons ehrte 2005 Wamerdams positive Einstellung zum langen und schwierigen Genesungsverlauf mit ihrem Patients of Courage: Triumph Over Adversity-Award.
Der Senat von Georgia verabschiedete eine Resolution in Anerkennung von Fechs Leistung bei der Rettung von Menschenleben. Fech gab allerdings nach dem Absturz ihre Tätigkeit als Flugbegleiterin auf.
Die Anwohner der Unfallstelle errichteten eine Gedenkstätte an der Shiloh-Methodistenkirche in der Nähe von Burwell.
Die Katastrophe von Atlantic-Southeast-Airlines-Flug 529 wurde in der kanadischen Fernsehserie Mayday – Alarm im Cockpit mit dem englischen Titel A Wounded Bird  und im deutschen Fernsehen unter dem englischen Titel Crash Inferno gezeigt. In nachgestellten Szenen, Animationen sowie Interviews mit Hinterbliebenen und Ermittlern wurde über die Vorbereitungen, den Ablauf und die Hintergründe des Fluges berichtet.

## Ähnliche Fälle
- Aeroflot-Flug N-826, Absturz einer Antonow An-24, ebenfalls verursacht durch einen Bruch eines Propellerblattes.